# كاري مكوليمز
كاري مكوليمز (بالإنجليزية: Carey McWilliams)‏ (5 يوليو 1973، فارغو في الولايات المتحدة)؛ كاتب وروائي أمريكي.